# Aviosuperficie del Tonale
L'aviosuperficie del Tonale è un'aviosuperficie italiana non segnalata situata a circa 1,5 km dal passo del Tonale, nel territorio del comune di Vermiglio.
A partire dal 2010 la Provincia di Trento delega la società Aeroporto Gianni Caproni S.p.A. alla gestione dell'aviosuperficie. Nel 2017, a seguito di incorporazione della società nella Trentino Trasporti S.p.A., la gestione passa a quest'ultima.

## Strutture e dati tecnici
La pista, posta ad un'altitudine di 1997 m s.l.m., ha una pendenza variabile tra lo 0 e il 15% e comporta alcune criticità e rischi di utilizzo legati ai venti di caduta generati dal Ghiacciaio Presena e all'effetto Venturi del passo. Il suo utilizzo richiede un'autorizzazione in deroga alla Legge provinciale 5/1996 e successive modifiche.

## Incidenti
- 12 marzo 2002, 12:30 UTC (13:30 ora italiana) - Un Piper PA-18 della Transavio s.r.l., marche I-BALM, dopo aver effettuato una ricognizione per avvistamento incendi nella zona di Como/Varese, decide di atterrare sull'aviosuperficie del Tonale. Dopo aver effettuato un sorvolo di controllo che mostrava uno strato nevoso compatto e uniforme, procede all'atterraggio. Il carrello principale sprofonda nella neve per circa 60 cm causando un brusco rallentamento che determina il cappottamento del velivolo. Non risultano lesioni alle due persone presenti a bordo[4].